# Бруквилл (Пенсильвания)
Бруквилл (англ. Brookville) — боро в штате Пенсильвания (США). Административный центр округа Джефферсон. В 2010 году в боро проживали 3933 человек.

## История
Территория была заселена в конце 1790-х годов братьями Барнетт, которые основали поселение на слиянии Сэнди-Лик и Милл-Крик. В округе развивалась лесопромышленность. Расцвет города пришёлся на конец XIX века и начало XX века, когда работали несколько фабрик, пивоварен, и проходила железная дорога. С 1905 по 1907 год в городе находилась компания Твайфорд-Мотор-Кар, которая производила одни из первых четырёхколёсных автомобилей в мире.

## Население
| Год переписи | Нас. |  | %±    |
| ------------ | ---- |  | ----- |
| 1850         | 763  |  | —     |
| 1860         | 1360 |  | 78,2% |
| 1870         | 1942 |  | 42,8% |
| 1880         | 2136 |  | 10%   |
| 1890         | 2478 |  | 16%   |
| 1900         | 2472 |  | −0,2% |
| 1910         | 3003 |  | 21,5% |
| 1920         | 3272 |  | 9%    |
| 1930         | 4387 |  | 34,1% |
| 1940         | 4397 |  | 0,2%  |
| 1950         | 4274 |  | −2,8% |
| 1960         | 4620 |  | 8,1%  |
| 1970         | 4314 |  | −6,6% |
| 1980         | 4568 |  | 5,9%  |
| 1990         | 4184 |  | −8,4% |
| 2000         | 4230 |  | 1,1%  |
| 2010         | 3933 |  | −7%   |
| 2016         | 3836 |  | −2,5% |

По данным переписи 2010 года население Бруквилла составляло 3933 человек (из них 45,9 % мужчин и 54,1 % женщин), в городе было 1749 домашних хозяйств и 1032 семей. Расовый состав: белые — 97,8 %, афроамериканцы — 0,4 %, азиаты — 0,4 %, коренные американцы — 0,1 %. 1,1 % имеют латиноамериканское происхождение.
Население города по возрастному диапазону по данным переписи 2010 года распределилось следующим образом: 19,6 % — жители младше 18 лет, 3,0 % — между 18 и 21 годами, 55,4 % — от 21 до 65 лет и 22,0 % — в возрасте 65 лет и старше. Средний возраст населения — 44,9 лет. На каждые 100 женщин в Бруквилле приходилось 84,7 мужчин, при этом на 100 совершеннолетних женщин приходилось уже 81,2 мужчин сопоставимого возраста.
Из 1749 домашних хозяйств 59,2 % представляли собой семьи: 44,7 % совместно проживающих супружеских пар (15,7 % с детьми младше 18 лет); 10,5 % — женщины, проживающие без мужей и 4,0 % — мужчины, проживающие без жён. 40,8 % не имели семьи. В среднем домашнее хозяйство ведут 2,17 человека, а средний размер семьи — 2,80 человека. В одиночестве проживали 35,2 % населения, 17,5 % составляли одинокие пожилые люди (старше 65 лет).

## Экономика
В 2016 году из 3191 человека старше 16 лет имели работу 1820. При этом мужчины имели медианный доход в 46 384 долларов США в год против 33 611 долларов среднегодового дохода у женщин. В 2016 году медианный доход на семью оценивался в 60 650 $, на домашнее хозяйство — в 44 395 $. Доход на душу населения — 25 309 $ в год. 9,2 % от всего числа семей в Бруквилле и 15,5 % от всей численности населения находилось на момент переписи за чертой бедности.